# This Bike Is a Pipe Bomb
This Bike Is a Pipe Bomb é uma banda folk punk de Pensacola, Flórida, Estados Unidos. Sua primeira gravação foi lançada em 1997. É formada por Rymodee (vocal, guitarra e gaita), Terry Johnson (baixo e vocal) e Teddy "Ted" Helmick (bateria e vocal).
É uma das bandas iniciais do gênero folk punk, e grande parte de sua música possui ideologias políticas, tanto que a banda também é identificada no movimento anarcopunk. Como parte de suas crenças, This Bike Is a Pipe Bomb é contra qualquer guerra e está preocupada com os movimentos pelos direitos civis da década de 1960 e com a desigualdade racial em geral.

## Discografia
- S/T (1997)
- Of Chivalry and Romance in a Dumpster (1999)
- Black Panther Party (2001)
- Dance Party With... (2001)
- Front Seat Solidarity (2002)
- This Bike Is a Pipe Bomb/Carrie Nations (álbum dividido, 2004)
- Three Way Tie for a Fifth (2004)